# Eduardo Pondal

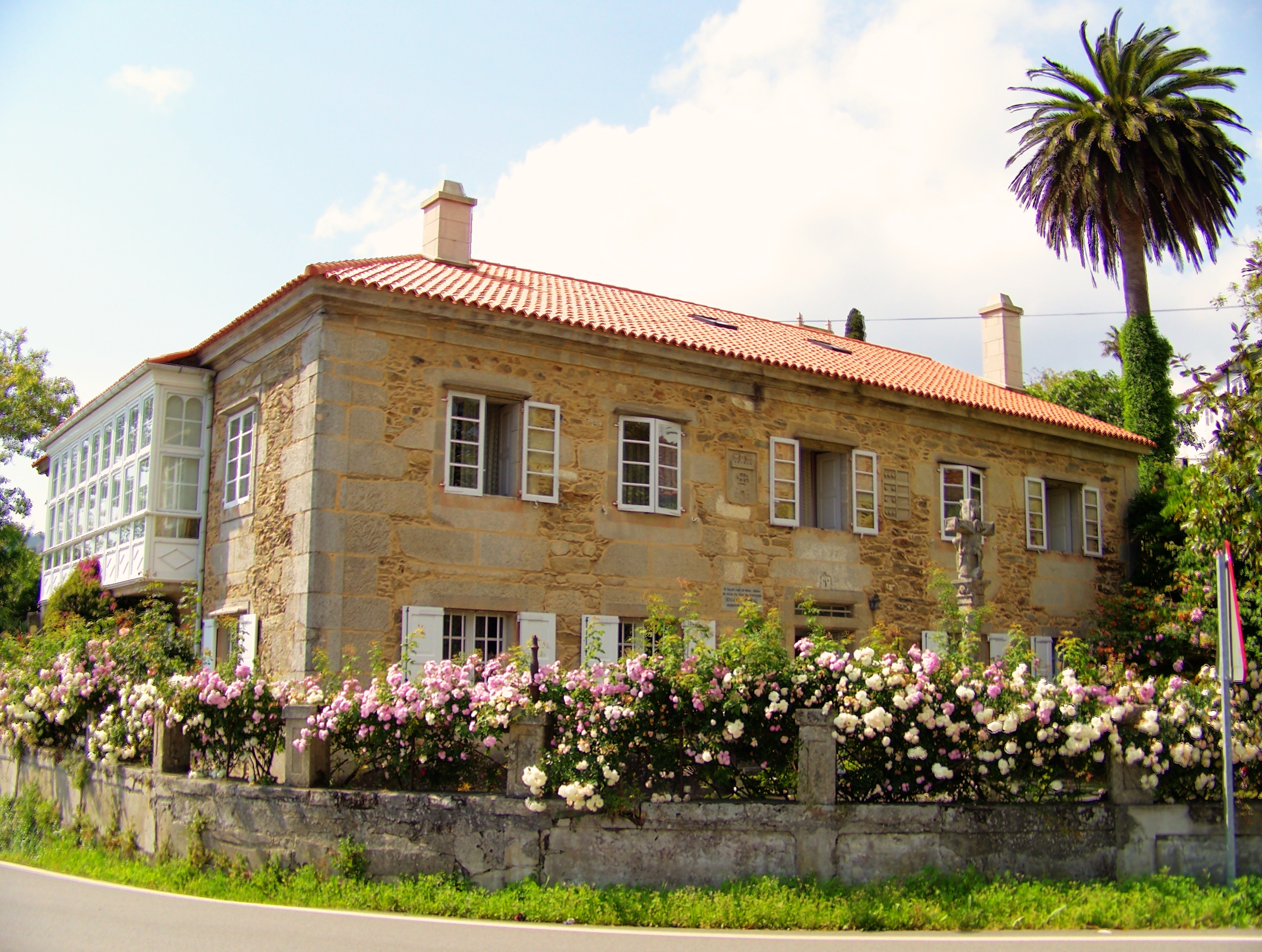
Maison natale de Eduardo Pondal.

Eduardo María González-Pondal et Abente (Ponteceso, La Corogne, 8 février 1835 - La Corogne, 8 mars 1917) est un poète régionaliste galicien. Il a écrit  en castillan et en galicien. 

## Biographie
C'est le dernier de sept frères d'une famille d'hidalgos, enrichie grâce à l'émigration vers l'Amérique. Il a étudié la grammaire latine avec un parent ecclésiastique.
En 1848 il s'est installé à Saint-Jacques-de-Compostelle pour faire ses études, d'abord le baccalauréat de philosophie et ensuite  des études de médecine. En étant étudiant il a fréquenté les milieux littéraires et a connu aussi le poète Aurelio Aguirre. De cette époque date son intérêt passionné par la question du régionalisme galicien. Il fut l'un des organisateurs, avec Aguirre, du banquet de Conxo, organisé en hommage au tiers état, au cours duquel des travailleurs et des étudiants, dans la forêt de Conxo (paroisse de Saint-Jacques-de-Compostelle), le 2 mars 1856 ont fraternisé. À cette occasion, Pondal a lu un poème revendicatif, en castillan, Brindis, sur l'égalité des hommes. 
En 1862, après avoir terminé sa carrière, il a exercé comme médecin dans la Marine au Ferrol. En 1863 il passe des concours à Madrid pour accéder au Service de Santé des Armées espagnol, mais, bien qu'il ait obtenu un poste aux Asturies, il laisse la place et  abandonne de manière définitive l'exercice de la médecine. 
Il se retire dans sa maison paternelle, faisant des voyages fréquents à Saint-Jacques-de-Compostelle. Là, il prend part aux réunions entre amis, dans la librairie de Uxío Carré Aldao, et en particulier à "A Cova Céltica" avec Martínez Salazar, Manuel Murguía, Florencio Vaamonde, Martelo Paumán, Lugrís Urbain et d'autres. À travers Murguía, il connait les poèmes ossiániques de James Macpherson. "A Cova Céltica" est une forum de discussion qui propage les idées de Manuel Murguía affirmant que le fond ethnique du peuple galicien est celte, ce courant appelé le "celtisme galicien" s'oppose à un autre courant qui défend l'idée que le rôle identificateur de la nation galicienne doit être cherché dans les racines grecques et non celtes du pays. Depuis lors, Pondal assume le rôle de barde de la nation galicienne.
Son premier poème en galicien  date de  1861,   publié dans l' Album de la Charité par  José Pascal López Cortón en compilant tous les poèmes participant aux premiers Jeux Floraux de la Galice. Il s'intitulait A Campana de Anllóns (La chanson d'un Brigante). En 1877 il publie les Rumores de los pinos, une collection de  vingt et un poèmes (huit en castillan, onze en galicien et deux bilingues) lesquels  serviront postérieurement de base à ses Queixumes dos pinos (Lamentations des pins) (1886). Queixumes conserve du livre précédent les onze poèmes en galicien et les deux bilingues, mais on ajoute maintenant soixante-dix-huit poèmes galiciens nouveaux. Un poème de ce livre, "Os pinos", seront les paroles de l'actuel Hymne galicien avec la musique composée par Pascual Veiga. 
Pondal est le principal représentant de la littérature du régionalisme galicien. Il idéalise  le passé celtique de la Galice, qu'il imagine libre et indépendant, et comme il reste des vestiges de cette époque, il s'inspire des poèmes d'Ossian, à travers  quelques citations de Leabhar Gabala et des recherches de Manuel Murguía sur l'histoire de la Galice. Les mythes créés par Pondal se basent sur deux archétypes : le Héros et le Barde. 
Pondal est un poète lyrique. Avec la nature, l'amour est une autre des clés de sa poésie. Il a utilisé une langue aristocratique, fuyant la langue familière et en incorporant à son lexique et à sa syntaxe de nombreux cultismes.
La poésie de Pondal a une grande force évocatrice et tellurique, chargée de beaucoup de références culturelles non seulement provenant de la  tradition celte mythique et légendaire, mais aussi des auteurs classiques grecs et latins.
Il est mort à  La Corogne, dans l'hôtel La Luguesa, en 1917 et il est enterré au cimetière San Amaro de cette ville. Il a laissé des poésies inédites et un poème inachevé. Os Eoas, sur la découverte de l'Amérique, dont on avait seulement publié un petit fragment. Son œuvre reflète l'ampleur de sa culture littéraire : Homère, Le Tasse, Camoens. 

## Œuvres
En galicien:
- Poesía galega completa I. Queixumes dos pinos
- Poesía galega completa II. Poemas impresos
- Poesía galega completa III. Poemas Manuscritos
- Os Eoas: unha aproximación
- Queixumes dos pinos